# Almindelig guldnælde
Almindelig guldnælde (Lamium galeobdolon) eller blot guldnælde er en krybende 15-100 cm lang, blomstrende plante, der er vildtvoksende i løvskovene i det østlige Danmark. Den bliver ofte brugt som bunddækkende staude under skyggende træer og buske. Planten har en ubehagelig "duft" (artstilføjelsen galeobdolon betyder "væsellugt").
Guldnælden ligner meget døvnælde, men har i en periode været henført til sin egen slægt, Lamiastrum. I dag er den tilbageført til Lamium.

## Beskrivelse
Guldnælde er en flerårig, urteagtig plante med en krybende til opstigende vækst. Ældre planter bliver fladedækkende. Stænglerne er behårede og firkantede i tværsnit. Bladene sidder modsat, og de er æg- til hjerteformede med rundtakket rand. I de fleste tilfælde har oversiden hvide eller metalfarvede aftegninger i den græsgrønne grundfarve, mens undersiden er mere eller mindre klart violet.
Blomstringen finder sted i maj-juni, hvor man finder blomsterne siddende så mange sammen i bladhjørnerne (2-10), at de næsten virker kransstillede. De er 5-tallige og uregelmæssige (kun én symmetriakse) med gule kronblade. Frugterne er firedelte spaltefrugter.
Rodsystemet består af underjordiske stængler, der bærer trævlede rødder ligesom de rodslående, overjordiske stængler.
Højde x bredde og årlig tilvækst: 0,50 x 1,00 m (50 x 100 cm/år), heri ikke medregnet planter fra rodslående skud.

## Hjemsted
Arten er udbredt i Mellemøsten, Kaukasus og det meste af Europa, herunder også det østlige Danmark. Den er knyttet til løvskove med halvskygge og humus- og kalkrig jord.
I Nim Skov ved Horsens vokser planten på nordvendte, meget nærings- og kalkrige skråninger sammen med bl.a. alm. lungeurt, blå anemone, fladkravet kodriver, fruebær, hvid hestehov, rederod, skovvikke, storblomstret kodriver og vårfladbælg

## Anvendelse
Arten bruges som bunddækkeplante under skyggende træer og buske.

## Underarter
Arten findes i Danmark med to underarter
- L. galeobdolon subsp. galeobdolon med enten ensfarvet bladoverside eller med hvidlige pletter. Denne underart er almindelig i det sydøstlige Jylland, Fyn, Sjælland og Bornholm på muldrig bund i løvskove.
- L. galeobdolon subsp. argentatum (haveguldnælde) med sammenhængende hvide tegninger på bladenes overside. Haveguldnælde er især almindelig i Nordsjælland i løvskove og krat. Den er fovildet fra haver og er under spredning.

| Portal | Portal:Botanik |